# حي السلام (حديبو)

تعديل مصدري - تعديل

حي السلام إحدى قرى مديرية حديبو التابعة لمحافظة سقطرى، بلغ تعداد سكانها 29 نسمة حسب تعداد اليمن لعام 2004.